# Русско-Полянский район
Ру́сско-Поля́нский райо́н — административно-территориальная единица (район) и муниципальное образование (муниципальный район) на юго-востоке Омской области России.
Административный центр — рабочий посёлок Русская Поляна.

## География
Вдаётся в территорию Казахстана, граничит на севере и северо-востоке с Нововаршавским районом, на севере также с Павлоградским районом.
Площадь района — 3300 км².

## История
Район образован в 1935 году.
В 2008 году из учётных данных исключено 3 населённых пункта (разъезд Новосанжаровский, станция Сибиряк, аул Шортамбай).

## Население
| 1959    | 1970    | 1979    | 1989    | 2002    | 2006    | 2009    |
| ------- | ------- | ------- | ------- | ------- | ------- | ------- |
| 19 548  | ↗26 459 | ↘25 849 | ↗26 959 | ↘24 481 | ↘23 200 | ↘22 167 |
| 2010    | 2011    | 2012    | 2013    | 2014    | 2015    | 2016    |
| ↘19 333 | ↘19 262 | ↘18 908 | ↘18 515 | ↘18 296 | ↘18 110 | ↗18 213 |
| 2017    | 2018    | 2019    | 2020    | 2021    | 2023    |         |
| ↘18 183 | ↘18 038 | ↘17 747 | ↘17 500 | ↘16 242 | ↘15 931 |         |

### Урбанизация
В городских условиях (рабочий посёлок Русская Поляна) проживают 37,93 % населения района.

### Национальный состав
По данным переписи населения 1939 года: украинцы — 57,4 % или 7941 чел., русские — 17,8 % или 2468 чел., казахи — 15,9 % или 2199 чел., немцы — 8 % или 1110 чел.
По Всероссийской переписи населения 2010 года
| Национальность  | Численность населения, чел. | Доля от населения |
| --------------- | --------------------------- | ----------------- |
| Белорусы        | 139                         | 0,72              |
| Казахи          | 2756                        | 14,26             |
| Немцы           | 1328                        | 6,87              |
| Русские         | 12217                       | 63,19             |
| Татары          | 144                         | 0,74              |
| Украинцы        | 2115                        | 10,94             |
| Прочие нации    | 634                         | 3,28              |
| Итого по району | 19333                       | 100,00            |

## Муниципально-территориальное устройство
В Русско-Полянском районе 34 населённых пункта в составе одного городского и 10 сельских поселений:
| №  | Городское и сельские поселения       | Административный центр         | Количество населённых пунктов | Население | Площадь, км2 |
| -- | ------------------------------------ | ------------------------------ | ----------------------------- | --------- | ------------ |
| 1  | Русско-Полянское городское поселение | рабочий посёлок Русская Поляна | 2                             | ↘6179     | 14,03        |
| 2  | Алаботинское сельское поселение      | село Алабота                   | 4                             | ↘1092     | 361,24       |
| 3  | Добровольское сельское поселение     | село Добровольск               | 2                             | ↘651      | 283,88       |
| 4  | Калининское сельское поселение       | село Калинино                  | 5                             | ↘748      | 321,39       |
| 5  | Новосанжаровское сельское поселение  | село Новосанжаровка            | 2                             | ↘769      | 328,96       |
| 6  | Розовское сельское поселение         | село Бологое                   | 4                             | ↘1433     | 352,64       |
| 7  | Сибирское сельское поселение         | село Сибирское                 | 3                             | ↘841      | 331,08       |
| 8  | Солнечное сельское поселение         | село Солнечное                 | 5                             | ↘1445     | 347,47       |
| 9  | Хлебодаровское сельское поселение    | село Хлебодаровка              | 3                             | ↘902      | 330,72       |
| 10 | Цветочинское сельское поселение      | село Цветочное                 | 1                             | ↘797      | 287,84       |
| 11 | Целинное сельское поселение          | село Целинное                  | 3                             | ↘974      | 361,50       |

| №  | Населённый пункт | Тип             | Население | Муниципальное образование            |
| -- | ---------------- | --------------- | --------- | ------------------------------------ |
| 1  | Алабота          | село            | ↘1051     | Алаботинское сельское поселение      |
| 2  | Андриановка      | деревня         | 210       | Солнечное сельское поселение         |
| 3  | Бас-Агаш         | аул             | 291       | Целинное сельское поселение          |
| 4  | Бессарабка       | деревня         | 176       | Калининское сельское поселение       |
| 5  | Бологое          | село            | 823       | Розовское сельское поселение         |
| 6  | Бузан            | аул             | ↗159      | Алаботинское сельское поселение      |
| 7  | Волотовка        | деревня         | 257       | Розовское сельское поселение         |
| 8  | Голубовка        | деревня         | ↘4        | Добровольское сельское поселение     |
| 9  | Граничная        | станция         | 0         | Калининское сельское поселение       |
| 10 | Джон-Чилик       | деревня         | 0         | Калининское сельское поселение       |
| 11 | Добровольск      | село            | 947       | Добровольское сельское поселение     |
| 12 | Жуковка          | деревня         | 165       | Новосанжаровское сельское поселение  |
| 13 | Калинино         | село            | 785       | Калининское сельское поселение       |
| 14 | Каратал          | аул             | 15        | Целинное сельское поселение          |
| 15 | Логуновка        | деревня         | 144       | Сибирское сельское поселение         |
| 16 | Невольное        | деревня         | 115       | Солнечное сельское поселение         |
| 17 | Новоивановка     | деревня         | 6         | Солнечное сельское поселение         |
| 18 | Новосанжаровка   | село            | 960       | Новосанжаровское сельское поселение  |
| 19 | Озерное          | деревня         | ↗229      | Алаботинское сельское поселение      |
| 20 | Пограничное      | деревня         | ↘160      | Алаботинское сельское поселение      |
| 21 | Розовка          | деревня         | 259       | Розовское сельское поселение         |
| 22 | Ротовка          | деревня         | 328       | Розовское сельское поселение         |
| 23 | Русская Поляна   | рабочий посёлок | ↘6042     | Русско-Полянское городское поселение |
| 24 | Русская Поляна   | станция         | ↗137      | Русско-Полянское городское поселение |
| 25 | Сибирское        | село            | 941       | Сибирское сельское поселение         |
| 26 | Солнечное        | село            | 1186      | Солнечное сельское поселение         |
| 27 | Степановка       | деревня         | 251       | Хлебодаровское сельское поселение    |
| 28 | Степное          | деревня         | 226       | Сибирское сельское поселение         |
| 29 | Там-Чилик        | деревня         | 73        | Солнечное сельское поселение         |
| 30 | Тогунас          | деревня         | 184       | Хлебодаровское сельское поселение    |
| 31 | Хлебодаровка     | село            | 809       | Хлебодаровское сельское поселение    |
| 32 | Цветочное        | село            | ↘797      | Цветочинское сельское поселение      |
| 33 | Целинное         | село            | 1016      | Целинное сельское поселение          |
| 34 | Черноусовка      | деревня         | 232       | Калининское сельское поселение       |

### Упразднённые населённые пункты
- Новосанжаровский — разъезд (?-2008)
- Сибиряк — станция (?-2008)
- Шортамбай — аул (?-2008)

## Культура
МБУК "Культурно-досуговый центр им. Г.М. Аушина"
МБУК "Межпоселенческий центр методико-аналитической деятельности им. Заслуженного работника культуры РФ А.П. Крыжановского"

## Достопримечательности
Памятники истории, архитектуры, археологии и монументального искусства района
- Обелиск воинам землякам, погибшим в годы Великой Отечественной войны 1941—1945 годы, установлен в 1951 году, Русская Поляна
- Памятник Р. С. Рассохину — первому председателю русско-полянского совета, расстрелянному белогвардейцами 2 ноября 1919 года, установлен в 1925 году, Русская Поляна
- Памятник В. И. Ленину, установлен в 1967 году, Русская Поляна
- Памятник И. М. Малышко, первому председателю волостного совета крестьянских депутатов, деревня Степановка
- Юрта, в которой жили первые целинники совхоза «Целинный», село Целинное
- Памятник первоцелинникам (трактор ДТ-54 на постаменте), сооружённый в честь 25-летия освоения целины, установлен в 1979 году, село Целинное